# Karsten Greve
Karsten Greve (né le 15 septembre 1946 à Dahme/Mark) est un marchand d'art contemporain allemand, propriétaire de trois galeries d'art à son nom « Galerie Karsten Greve » de renommée mondiale ,  à Paris, Cologne et Saint-Moritz.

## Parcours
Karsten Greve a étudié droit et histoire de l'art à l'Université de Cologne, l'Université de Lausanne et l'Université de Genève.
Il est devenu marchand d'art en 1969. En 1970, il a ouvert la galerie Möllenhof/Greve avec Rolf Möllenhof. Il a ouvert sa première galerie personnelle en 1973 à Cologne, avec une exposition consacrée à Yves Klein. Depuis 1977, ses galeries participent régulièrement aux foires d'art contemporain comme Art Basel, la Miami Art fair, Art Cologne et la Foire internationale d'art contemporain de Paris.
Ses galeries de Cologne, Paris et Saint-Moritz, toutes nommées « Galerie Karsten Greve », ne sont pas spécialisées. Elles ont exposé notamment Joseph Albers, Louise Bourgeois, John Chamberlain, Jean Dubuffet, Leiko Ikemura, Jannis Kounellis, Lucio Fontana, Gotthard Graubner, Piero Manzoni, ainsi que les photographes Sally Mann, Adam Fuss et Lynn Davis.
En septembre 2020, il fait don au musée Soulages de Rodez d'un polyptyque de Pierre Soulages intitulé Peinture 324 × 181 cm, 19 janvier 1997,.

## Galerie Karsten Greve
Si le programme de la galerie "Galerie Karsten Greve" fait la part belle à la diversité des genres artistiques, il reste fidèle aux disciplines classiques, à savoir la peinture, le dessin et la gravure, la sculpture, les installations ainsi que la photographie :
- Josef Albers
- Eugène Atget
- Roger Ballen
- Ilse Bing
- Pierrette Bloch
- Louise Bourgeois
- Brassaï
- Thomas Brummett
- Alexander Calder
- Lawrence Carroll
- John Chamberlain
- Joseph Cornell
- Lynn Davis
- Willem de Kooning
- Ding Yi
- Jean Dubuffet
- Lucio Fontana
- Gotthard Graubner
- Leiko Ikemura
- Mimmo Jodice
- Paco Knöller
- Yiorgos Kordakis
- Jannis Kounellis
- Catherine Lee
- David Malin
- Robert Mallet-Stevens
- Sally Mann
- Piero Manzoni
- Fausto Melotti
- Henri Michaux
- Claire Morgan
- Manish Nai
- Mario Nigro
- Jean-Michel Othoniel
- Robert Polidori
- Norbert Prangenberg
- Qiu Shihua
- Gideon Rubin
- Georgia Russell
- Joel Shapiro
- Qiu Shihua
- Shen Fan
- David Smith
- Pierre Soulages
- Louis Soutter
- Luise Unger
- Sergio Vega
- Wols
- Zhou Tiehai